# Thodōrīs Voulkidīs
Thodōrīs Voulkidīs (in greco Θοδωρής Βουλκίδης?; Katerini, 30 marzo 1996) è un pallavolista greco, centrale del Panathīnaïkos.

## Carriera

### Club
La carriera di Thodōrīs Voulkidīs inizia nel Nikī Aiginio, dove milita per sei annate, conquistando due promozioni (nel 2012 e nel 2017) dall'A2 Ethnikī alla Volley League, che disputa nel biennio 2012-13 e 2013-14. Torna stabilmente in massima serie nel campionato 2017-18, quando difende i colori del Pamvochaïkos, mentre nel campionato seguente approda al Foinikas Syro.
Nella stagione 2019-20 viene ingaggiato dall'Olympiakos, dove in un biennio conquista uno scudetto, andando poi a fare la sua prima esperienza all'estero nella stagione seguente, quando è di scena in Francia, dove disputa la Ligue A con lo Stade Poitevin. Torna in patria nell'annata 2022-23, difendendo i colori del PAOK, mentre nell'annata seguente viene ingaggiato dal Panathīnaïkos, vincendo una Coppa di Lega e ottenendo un riconoscimento come miglior centrale.

### Nazionale
Fa parte della nazionale greca under 20 impegnata nelle qualificazioni al campionato europeo 2014, mentre con l'under 21 è di scena alle qualificazioni europee al campionato mondiale 2015.
Nel 2019 fa il suo debutto in nazionale maggiore, conquistando la medaglia d'argento alla European Silver League.

## Palmarès

### Club
- Campionato greco: 1

2020-21
- Coppa di Lega: 1

2023-24

### Nazionale (competizioni minori)
- European Silver League 2019

### Premi individuali
- 2024 - Volley League: Miglior centrale